# ライエン侯国
ライエン侯国（Fürstentum von der Leyen）は、1806年から1813年までドイツ南西部に存在したミニ国家。ライン連邦構成国、そしてフランス皇帝の従属国である。1815年のウィーン会議後はオーストリア帝国領に編入され主権を失い、さらに1818年のアーヘン会議でバーデン大公国領に帰属した。

## 歴史
1806年、ライエン侯国はバーデン大公国の領土に四方を囲まれる形で成立した。この独立国が存在することができたのは、ひとえに元首のフィリップ・フォン・デア・ライエンがフランクフルト大公・ライン連邦首座諸侯のカール・テオドール・フォン・ダールベルクの甥であったお陰である。
フォン・デア・ライエン家は12世紀に建造されたコーバン＝ゴンドルフのオーバーブルク城（ライエン城）を起源とし、14世紀にライエンを家名とした。15世紀からトリーア大司教（トリーア選帝侯）の大司教領（選帝侯領）を実質統治する世俗実務官僚のうちの行政長官（セネシャル）を世襲し、後に一族から複数の大司教（選帝侯）を輩出した。他の大司教領の世襲官僚家とも縁戚関係を結び、1653年に一族のトリ―ア大司教カール・カスパール・フォン・デア・ライエンの助力で男爵位を取得をし、さらに1711年には帝国伯となった。
なお、フォン・デア・ライエンが家名の貴族はそれぞれ別系統で複数存在するが、2019年より第14代欧州委員会委員長となったウルズラ・フォン・デア・ライエンはクレーフェルトの絹織物業有力者が18世紀に男爵位を得た家系の一族で、こちらのライエン侯家とは別家系である。
侯国はナポレオンの従属下にあるライン連邦諸邦にも加えられた。侯国はライエン家の所領である旧ホーエンゲロルツエック伯領で構成されていた。人口は4500人、領域は2.5平方マイル（126㎢）であり、この狭い領土には9つの代官所が設けられ、それを1つの上級官署が掌握する形で統治が行われた。首府は領内では規模の大きい邑ゼールバッハに置かれたが、元首の居所はライン右岸バート・ヘニンゲン郊外アーレンフェルス城であり、この城は領外にあった。
フィリップ侯はライプツィヒの戦い後も庇護者ナポレオン皇帝のパリ宮廷で暮らし続け、プロイセン・ロシア・オーストリアが主導する第六次対仏大同盟軍に加わらなかった。このため1813年12月12日、ホーエンゲロルツエックは「無主地（herrenloses Land）」として大同盟軍に占領され、管理下に置かれた。その後、フィリップ侯は大同盟への加盟を懇願したが、拒絶されている。
旧ホーエンゲロルツエック伯領はウィーン会議後の1815年オーストリア帝国領に組み込まれた。その後、1818年のアーヘン会議での領土交換に関する列国間の合意に伴い、バーデン大公国領に帰属することが取り決めされた。この取り決めでは、バーデンがホーエンゲロルツエック領を獲得する代わりに、フランケン地方シュタインフルト領をオーストリアが受け取り、さらにシュタインフルトをバイエルン王国に割譲することになった。ホーエンゲロルツエックがバーデンの施政下に入ったのは1819年10月4日のことである。旧侯国領は当初「ホーエンゲロルツエック暫定行政区（Provisorisches Amt Hohengeroldseck）」を設けて管理されたが、1831年3月1日よりラール行政区に編入されている。

## 引用
1. ↑  Enthält die Großherzogthümer, 
S. 301 f.